# 酒泉县 (高昌)
酒泉县，高昌北凉在吐鲁番盆地内建立的县份，阚氏高昌立国后撤消，麴氏高昌恢复恢复建县，高昌入唐后被改为“酒泉里”，归属柳中县高宁乡管辖。

## 历史
北魏太延五年（439年），北魏攻陷北凉都城姑臧，北凉政权灭亡。太平真君三年（442年），北凉王族沮渠无讳、沮渠安周割据高昌地区建立高昌北凉偏安政权。根据陈国灿研究，北魏承平八年（450年）后，高昌北凉政权的建制为三郡九县，即高昌郡、田地郡和交河郡，其中田地郡下辖田地县、白艻县和酒泉县。酒泉县为新设置的县份，可能是为了被安置来自甘肃酒泉郡的移民，也就是郑炳林称的“北凉残部以酒泉西迁的人建立的侨治县”，王素则认为“沮渠无讳曾封酒泉王，设置此县，纪念意义明显大于安置侨民的意义”。